# Karim Mané
Abdoul-Karim Mané (Dakar, 16 de mayo de 2000) es un baloncestista senagelés nacionalizado canadiense que actualmente se encuentra sin equipo. Con 1,91 metros de estatura, juega en la posición de base.

## Trayectoria deportiva

### Primeros años y universidad
Nacido en Dakar, Senegal, Mané se mudó a Canadá con su familia a los siete años. Creció jugando al fútbol, pero se cambió al baloncesto a los doce años. Desarrolló sus habilidades con el programa de baloncesto de la École Lucien-Pagé en Montreal, Tras un año, accedió al centro preuniversitario de Vanier College en Saint-Laurent (Montreal).
En su segunda temporada en Vanier, promedió 15,4 puntos y 6,9 rebotes por partido, llvando a su equipo a un balance de 16 victorias y ninguna derrota, logrando el título de la Federación de Deporte Colegial de Quebec, y siendo elegido mejor jugador del campeonato. Al año siguiente promedió 15,9 puntos, 7,9 rebotes y 5,4 asistencias por partido, llevando a su equipo a su segundo campeonato consecutivo.
El 23 de abril de 2020 se declaró elegible para el Draft de la NBA, renunciando al año de universidad que le restaba.

### Profesional
Tras no ser elegido en el Draft de la NBA de 2020, firmó un contrato dual con los Orlando Magic de la NBA y su filial, los Lakeland Magic de la G League. Con este último equipo se proclamaría campeón de la G League en la corta temporada disputada debido a la pandemia de COVID-19 toda en Orlando.
El 23 de octubre de 2021 fue elegido por los Memphis Hustle en el puesto 29 en el Draft de la NBA G League.

## Estadísticas de su carrera en la NBA

### Temporada regular
| Año     | Equipo  | PJ | PT | MPP | %TC  | %3P  | %TL  | RPP | APP | ROB | TPP | PPP |
| ------- | ------- | -- | -- | --- | ---- | ---- | ---- | --- | --- | --- | --- | --- |
| 2020-21 | Orlando | 10 | 0  | 8.8 | .231 | .500 | .800 | 1.4 | .4  | .0  | .2  | 1.1 |
| Total   | Total   | 10 | 0  | 8.8 | .231 | .500 | .800 | 1.4 | .4  | .0  | .2  | 1.1 |